# Down to Earth (альбом Оззи Осборна)
Down to Earth — восьмой студийный альбом британского рок-музыканта Оззи Осборна, выпущенный 16 октября 2001 на лейбле Epic.
Альбом достиг 19 места в UK Albums Chart и 4 места в чарте США Billboard 200. На композиции альбома выпущено два сингла, оба вошли в топ 10 в чартах США Hot Mainstream Rock Tracks и достигли 18 места в UK Singles Chart. Это первый студийный альбом с участием басиста Роберта Трухильо (Metallica) и барабанщика Майка Бордина (Faith No More), которые присоединились к Оззи в 1996 и 1997 годах, соответственно.
Режиссёром видео к композиции «Dreamer» был Роб Зомби.

## Список композиций
1. Gets Me Through
2. Facing Hell
3. Dreamer
4. No Easy Way Out
5. That I Never Had
6. You Know… (Part 1)
7. Junkie
8. Running Out of Time
9. Black Illusion
10. Alive
11. Can You Hear Them?
12. No Place for Angels — B-Side к синглу Gets Me Through

## Участники записи
- Оззи Осборн — вокал
- Закк Уайлд — гитара
- Роберт Трухильо — бас-гитара
- Майк Бордин — ударные
- Тим Палмер[англ.] — клавишные
- Майкл Райло — клавишные

## Чарты
Альбом
| Год  | Чарт                        | Место |
| ---- | --------------------------- | ----- |
| 2001 | US Billboard 200            | 4     |
| 2001 | Australian ARIA Album Chart | 46    |
| 2001 | Polish Album Chart          | 32    |

Синглы — Billboard (Северная Америка)
| Год  | Сингл             | Чарт                   | Место |
| ---- | ----------------- | ---------------------- | ----- |
| 2001 | «Gets Me Through» | Mainstream Rock Tracks | 2     |
| 2002 | «Dreamer»         | Mainstream Rock Tracks | 10    |